# Robert Merrick
Robert Merrick, né le 18 janvier 1971 à New York, est un skipper américain.

## Carrière
Robert Merrick participe aux Jeux olympiques de 2000 à Sydney et remporte la médaille d'argent dans l'épreuve du 470 aux côtés de Paul Foerster.